# Regal Records (1921)

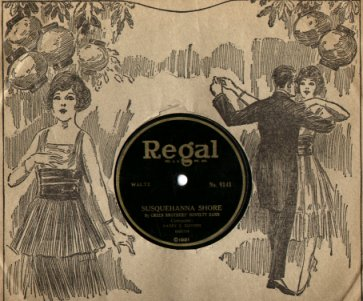
Regal Records-plaat

Regal Records was een Amerikaans platenlabel, dat platen uitbracht in de periode 1921-1931.
Artiesten die voor het label platen maakten, waren onder meer Duke Ellington, Fletcher Henderson, Eubie Blake, the Original Memphis Five en Cab Calloway. De masters voor de platen werden opgenomen door Emerson Records. Een plaat van Regal Records kostte 50 dollarcent. Het label werd in augustus 1922 eigendom van Scranton Button Company.